# شبگرد چیروپ‌زن
شبگرد چیروپ‌زن یا شبگرد کایومانگگی (نام علمی: Caprimulgus griseatus) گونه‌ای شبگرد است که در فیلیپین یافت می‌شود. این گونه در گذشته با شبگرد ساوانا هم‌گونه بود، اما به دلیل تفاوت در صداهایش به عنوان گونه متمایزی تعیین شد.